# Relations entre l'Union européenne et la Zambie
Les relations entre l’Union européenne et la Zambie reposent sur l'accord de Cotonou et un document de stratégie pour la période 2008-2013.

## Sources

## Compléments